# Shrek (musical)
Shrek de Musical (Engels: Shrek the Musical) is een musical die gebaseerd is op de  gelijknamige film die weer op het boek Shrek! van William Steig gebaseerd is.
In 2008 beleefde Shrek de Musical zijn première op Broadway. De voorstelling werd daar genomineerd voor 8 Tony Awards. Sinds juni 2011 draait de musical in Londen op West End. Inmiddels is de musical ook te zien in een tournee door de Verenigde Staten. Sinds 26 oktober 2012 is Shrek in Nederland te zien. De voorstelling wordt in verschillende theaters opgevoerd.

## Verhaal
De musical gaat over een groene Oger, genaamd Shrek, die het moeras al zijn hele leven voor zich alleen heeft. Hij kan daar alles doen en leven zoals hij wil, lekker keihard boeren en scheten laten, zonder te worden lastiggevallen. Op een dag ziet hij ineens allerlei sprookjesfiguren in zijn gebied, zoals Roodkapje, de Grote Boze Wolf, Pinokkio en een heks. Hij is boos, want hij wil het liefst ongestoord leven in zijn gebied, o.a. omdat vrijwel niemand een Oger aardig vindt. Ze zijn gestuurd door ‘Lord Farquaad’, een klein gemene, opschepperige prins, die hen heeft weggestuurd uit zijn thuishaven ‘Duloc’. 
Shrek besluit om verhaal te gaan halen bij deze kleine, gemene prins en wil de sprookjesfiguren helpen, zodat ze terug kunnen naar waar ze vandaan komen. Tijdens zijn tocht door het bos, ontmoet hij de hysterische ezel, ‘Donkey’. Dit wordt zijn vriend en samen gaan ze op avontuur. Tijdens het lopen worden er een hoop grappen gemaakt en worden ze ook nog een lastiggevallen door soldaten van ‘Lord Farquaad’, die op zoek is naar de laatste sprookjesfiguren, zoals de ‘Gelaarsde Kat’.
Eenmaal aangekomen bij het enorm grote kasteel van Lord Farquaad, is er een feest aan de gang. Lord Farquaad is eerst bang voor Shrek, maar ze besluiten samen een deal te maken. Lord Farquaad zal de sprookjesfiguren een nieuwe leefomgeving aanbieden in zijn rijk, als Shrek een prinses, genaamd Fiona redt uit de hoge torenkamer.
Zo gezegd, zo gedaan. Shrek gaat samen met zijn reisgenoot en vriend, Donkey, op zoek naar het kasteel waarin Fiona gevangen wordt gehouden. Al snel bereiken ze het kasteel en ontdekken ze dat er een draak woont. Wanneer Shrek de treden beklimt van de trap die naar de kamer leidt, wordt Donkey aangevallen door de draak. Donkey kan echter ook zeer charmant zijn en hij verleidt de vrouwelijke draak. 
Shrek redt de prinses en ze kunnen zonder moeite het kasteel verlaten. Ze gaan weer terug naar 'Duloc', aangezien ‘Lord Farquaad’ met Fiona wil trouwen. Fiona blijkt echter een geheim te hebben, ze is namelijk ook een Oger. Ze verandert iedere avond in een Oger. Eenmaal aangekomen in Duloc vindt de bruiloft snel plaatst. Shrek is een beetje verdrietig en boos, want hij had toch wel wat gevoelens voor de prinses. Aangezien het al laat is, gebeurt er iets wat eigenlijk niet had moeten gebeuren. Fiona verandert in een Oger. ‘Lord Farquaad’ schrikt hiervan en krijgt zijn bedenkingen. Tijd voor Shrek om Fiona te overtuigen dat hij de ware is en dat lukt hem. Fiona en Shrek trouwen onder het licht van de maan. En ‘Lord Farquaad’? Die wordt opgegeten door de draak, die Donkey naar het kasteel heeft gelokt.
Na het eindapplaus volgt verder nog een kleine toegift waarbij iedereen danst en zingt.

## Nummers
Eerste akte
- Ouverture - Instrumentaal
- Wereld, Wervelend Mooi - Mama Oger, papa Oger, koning Harold, koningin Lillian, Shrek, ensemble
- Een Vreselijk Verhaal - Ensemble
- Laat Mij Niet Gaan - Ezel, Shrek
- Welkom in Duloc - Heer Farquaad, ensemble
- Ik Zie Hem Vandaag - Kleine Fiona, teenage Fiona, Fiona
- Reis-lied - Ezel, Shrek, antilope
- Voor Eeuwig - Draak, Ezel, ridders
- Mijn Droom - Fiona
- De Held - Shrek, Fiona, Ezel

Tweede akte
- Entr'acte - Instrumentaal
- Vroege Vogel - Fiona, vogel
- Daar Heb Je Niet Van Terug - Fiona, Shrek
- Ballade van Farquaad - Heer Farquaad, ensemble
- Doe Dan Iets! - Ezel, Drie Blinde Muizen
- Heb Geen Tekst - Shrek
- Farquaad Is Onderweg - Ensemble
- Bouw een Muur - Shrek
- Hang De Vlag Maar Uit - ensemble
- Trouwerij - ensemble
- Ik Zou Mooi Moeten Zijn - Shrek
- Finale - Fiona, Shrek, Ezel, ensemble
- Buiging - Instrumentaal
- Ik Ben Verliefd - Fiona, Shrek, Ezel, ensemble
- Exit Muziek - Instrumentaal

## Nederland
De musical wordt in Nederland geproduceerd door Albert Verlinde Entertainment en staat onder regie van Eddy Habbema, de choreografie is van Martin Michel en de vertaling/bewerking is van Allard Blom. De musical was vanaf 26 oktober 2012 tot 16 maart 2013 te zien in het RAI Theater in Amsterdam. De première was op 4 november 2012. 
Vanaf 20 oktober 2024 produceert Van Hoorne Entertainment de musical Shrek als reizende productie. Het wordt een compacte voorstelling van 90 minuten.    
| Rol           | 2012/2013 | 2024/2025 |
| ------------- | --- | --- |
| Shrek         | William Spaaij | René van Kooten (tem december), Wiliam Spaaij (december-februari), Sem van der Hijden (vanaf februari) |
| understudy    | Sjoerd Oomen | Sem van der Hijden, Bart Mijnster |
| Prinses Fiona | Kim-Lian van der Meij, Anouk Maas | Linda Verstraten |
| understudy    | Barbera van der Kaay | Annefleur van den Berg |
| Ezel          | Rogier Komproe | Qshans Thode |
| understudy    | Urvin Monte | Guus Boswinkel, Bart Mijnster |
| Heer Farquaad | Paul Groot, Jamai Loman | Darren van der Lek |
| understudy    | Nordin De Moor | Bart Mijnster |
| Draak (stem)  | Berget Lewis | Annefleur van den Berg |
| Ensemble      | - Sjoerd Oomen (Papa Oger/Big), Kelly Bruyning (Roodkapje/Blinde Muis), Urvin Monte (Big), Matthew Michel (Peter Pan), Maja van Honsté (Koningin Lillian/Heks), Marcel Visscher (Koning Harold/Grote Boze Wolf), Nicky van der Kuyp (Mama Beer/Blinde Muis/Duloc meisje/tappende rat/ US Mama Oger), Freek Heuvelmans (Papa Beer/Thelonious & understudy Papa Oger), Renske Hoeksema (Mama Oger/Vrouw Holle), Stephanie Yavelow (Teenage Fiona/Elf), Barbera van der Kaay (Goede Fee/Peper/Blinde Muis), Nordin De Moor (Rattenvanger/Bisschop/Wachter), Pjort Groenewoudt (Big), Valéry van Gorp (Grietje/on-stage Swing), Manon Franken (Swing/Zeemeermin), André Haasnoot (Swing/Aladdin), Michael Nieuwenhuyze (Pinokkio), Sabine van Tiel (Lelijk Eendje), Yannick Plugers (Klein Duimpje), Martijn van Voskuijlen (on-stage Swing/Hans Understudy Pinokkio) | Isabelle Verhoeven, Winter Twilt, Maxime Karsten, Boyd de Laat, Annefleur van den Berg, Karlijn van der Linde, Marisa van der Meer, Valerie van Krimpen, Guus Boswinkel, Olivia Burleson, Juliette van Tongeren, Sem van der Hijden, Joran Fokkens, Bart Mijnster, Bibi Stolze, Elin van der Hoeven, Elise-Lotte de Bree, Jill Kranenburg, Lauren Fuijkschot en Renske Marra. |

Opmerking: Het is mogelijk dat niet alle sprookjesfiguren meespelen.
Kindacteurs
- Teenage Fiona - Vajèn van den Bosch
- Kleine Fiona - Zoë ter Beek, Rania Chenni, Lorenza Kok, Julia Nauta, Mylène Waalewijn, Belle Zimmerman
- Kleine Shrek - Omar Ali-Dib, Davy Gomez, Jazz Komproe, Vigo de Koning, Rory Mijnen, Ferron de Wit

## België
De musical was vanaf 24 maart 2013 voor 4 weken te zien in België. De hoofdcast bestond uit Chris Van den Durpel (Shrek), Ann Van den Broeck (Fiona) en Sébastien De Smet als Farquaad. De rol van Ezel zal - net zoals in Nederland- vertolkt worden door Rogier Komproe. Het ensemble blijft helemaal hetzelfde.

### Rolverdeling
- Shrek - Chris Van den Durpel
- Fiona - Ann Van den Broeck
- Lord Farquaad - Sébastien De Smet
- Ezel - Rogier Komproe

Kindacteurs
- Tiener Fiona - Maja Van Honsté
- Kleine Fiona - Emily Van Nespen, Eline Maesen, Emma Malfliet
- Kleine Shrek - Jelle Meersschaut, Nathan De Potter, Toon Welkenhuysen

## Ontvangst
De reacties op het stuk waren mild positief bij de terugkeer in 2024. De recensies benadrukten dat het duidelijk een stuk voor de gehele familie betrof. Zo noemde Floris Henquet het in de Volkskrant het een 'feestelijk familie-uitje'. Musicalweb was echter minder positief over het familieaspect; dit zou zich volgens de recensent van de website vooral uiten in de petomane grappen over die midden in de musical veel gemaakt worden. Toch werden de stemmen van de hoofdrolspelers geprijsd. Ook Annefleur van den Berg, die de stem van de draak zingt en danst, werd vanuit Musicalweb en de kritische recensie van Marit van Eisden geroemd. Van Eisden was echter minder gecharmeerd in de regie en verhaalstructuur, die zij voor de kijker die nooit eerder de film gezien had verwarrend vond. Hierbij sloot Bianca Bartels in haar recensie in Trouw bij aan. Ze omschreef het stuk als 'eenvoudiger en platter' dan de versie die in 2012 op de planken werd gebracht. Daardoor boette het stuk haars inziens in aan betekenis. Ook ervoer ze de musical als schreeuwerig. Hierbij sloot Amber Witznitzer van het NRC zich aan. Ze typeerde de musical als volgt: "Shrek de Musical voelt bij vlagen als het visioen van een kind dat acht pakjes groene zure matten heeft weggeschransd."
'14-'18 · '40-'45 (België) · '40-'45 (Nederland) · De 3 Biggetjes · 3 Musketiers · Aida · Alice in Wonderland · A xXxmas Carola · Anatevka · Assepoester · Belle en het Beest · Billie Holiday · Bloedbroeders · The Bodyguard · Cabaret · Camelot · Cats · Chicago · Ciske de Rat · Cyrano de Bergerac · De Schone van Boskoop · Daens · Dirty Dancing · Doe Maar! · Domino · Doornroosje · Dracula · Drood · Elisabeth · Evita · Fame · De Finale · Flashdance · Foxtrot · Goodbye, Norma Jeane · Grease · Hair · High School Musical · De Jantjes · Jekyll & Hyde · Jersey Boys · Jesus Christ Superstar · Kadanza · De kleine zeemeermin · Koning van Katoren · Kruimeltje · Kuifje: De Zonnetempel · Kunt u mij de weg naar Hamelen vertellen, mijnheer? · The Last Five Years · Lelies · The Lion King · The Little Mermaid · Love Story · Lover of Loser · Mamma Mia! · De man van La Mancha · Mary Poppins · Les Misérables · Miss Saigon · Muerto! · De Muze van Rubens · My Fair Lady · On Your Feet! · Op hoop van Zegen · Oorlogswinter · The Passion · Pauline & Paulette · The Phantom of the Opera · Pinokkio · Red Star Line · Rembrandt · Robin Hood · Romeo en Julia, van Haat tot Liefde · De Rozenoorlog · Shhh...it happens! · Shrek · Soldaat van Oranje · Spring Awakening · De sprookjesmusical Klaas Vaak · Sneeuwwitje · The Sound of Music · Tarzan · Titanic · Turks fruit · Urinetown · De Vliegende Hollander · Wat Zien Ik?! · Wicked · The Wild Party · The Wiz · Wickie de viking de musical
    Portaal Musical